# イブニング信州
『イブニング信州』（イブニングしんしゅう）は、NHK長野放送局の総合テレビで平日夕方に放送されている『NHKニュース』のニュース・情報番組。

## 概要
長野県内の一日の出来事やリポートを伝える番組。
NHK総合テレビの平日夕方17・18時台に設けられている地域情報番組枠で、同局はそれまで17時台に『遊夕信州』・18時台に『ニュースアップ信州』とそれぞれ別番組を編成してきたが、この2番組を統合する形で2003年3月31日にスタートした。
しかしながら、2007年3月9日で17時台の放送が終了され、2007年度から17時台は『ゆうどきネットワーク』の同時ネットに切り替わる。
なお、『イブニング信州』17時台終了に伴い、2007年4月6日から金曜20時台に長野放送局制作で長野県内のニュース・情報を扱う番組『知るしん。〜信州を知るテレビ〜』を新設することになった。
2022年10月3日放送分から放送常時同時配信・見逃し番組配信サービス「NHKプラス」で本番組の見逃し配信を開始した。
2024年度現在、NHKの夕方に放送されている番組で唯一“イブニング”を冠している番組である。

### 2006年度まで
- 17時台が地域・生活情報、18時から10分間の全国ニュースを挟んで、18時10分からは長野県内のローカルニュースの2部構成で放送されていた。
- 番組進行は17・18時台で、それぞれ別のアナウンサーが務める分業制を取っていたが、番組オープニング部分では18時台のニュースキャスターも出演している。ただし、大相撲中継放送期間中は18時台のニュースのみの放送となり、出演者もニュースキャスターのみになる。

## 放送時間と内容
- 平日 18:10 - 18:59（JST）
  - 祝日・年末年始やオリンピック期間中は番組休止[1]。その場合は、18:45 - 18:59に『信州645』を放送する[2][3]。

放送内容
- 長野県のニュース
  - 気象情報（18:30頃と18:57より）
  - リポート、特集
  - 平成信州日めくり
  - 撮るしん

## 現在の出演者
キャスター
- 柴田拓（隔週・2023年4月3日 - ）
- 米澤太郎（隔週・2023年4月10日 - ）
  - 2023年度からの2人の男性キャスターは、どちらも九州地方の地域放送局から異動してきて、キャスターに就任している（柴田は佐賀、米澤は熊本が前任地である）。
- 時松仁美（隔週・2024年4月8日 - ）[注釈 2]
- 大久保彰絵（隔週・2025年4月7日 - ）

スポーツキャスター
- 大橋和綺（2025年4月 - ）

気象予報士
- 越後友利果（2023年4月 - ）

## 過去の出演者
18時台キャスター
- 阿部陽子
- 山崎智彦
- 古野晶子
- 小林巳記
- 関口泰雅
- 大湾瑠
- 本田俊介
- 高橋さとみ
- 森田洋平
- 田中千絵
- 工藤紋子
- 山田康弘
- 杉田知恵美
- 藤田悦子
- 本間香菜子
- 鈴木美花
- 打越裕樹 [注釈 3]
- 川手耀
- 福島佑理
- 加藤永莉香（隔週・2020年4月 - 2022年3月25日）
- 田中寛人
- 川口由梨香
- 中村慎吾
- 田村有葵子（隔週・2018年4月 - 2023年3月31日）
- 水原七瀬（隔週・2023年4月 - 2024年3月）
- 宮野里緒（隔週・2021年4月 - 2025年3月）

17時台キャスター
- 鈴木聡彦
- 野口沙織
- 早川美幸

リポーター
- 新井信宏
- 小松恵美子
- 松岡忠幸
- 松本結花
- 若竹明日香
- 星庵美咲（2021年4月 - 2022年2月、「ブラナガノ」のみ担当。）
- 黒川麗海（2023年4月 - 2024年3月22日）

スポーツキャスター
- 小松恵美子
- 野口沙織
- 小椿希美
- 伊藤優
- 瀧埜ひとみ

気象予報士
- 神谷ゆり（2013年4月1日 - 2015年3月27日）
- 宮本麻衣（2015年3月30日 - 2018年3月30日）
- 小林万梨恵（2018年4月2日 - 2018年8月31日）
- 谷口聡一（2018年9月3日 - 2020年11月）
- 杉山真理（2020年11月 - 不明）
- 佐藤可奈子（2020年11月 - 2023年3月）

## 補足
- 同番組で開始当初から2008年3月まで使用されたテーマ曲は、NHK仙台放送局『てれまさむね』で2003年4月から2006年3月まで使用された曲と同一（作曲は高木洋）。